# Vincenzo Migliaro
Vincenzo Migliaro, né à Naples le 8 octobre 1858 et mort dans cette ville le 16 mars 1938, est un peintre et graveur italien.

## Biographie

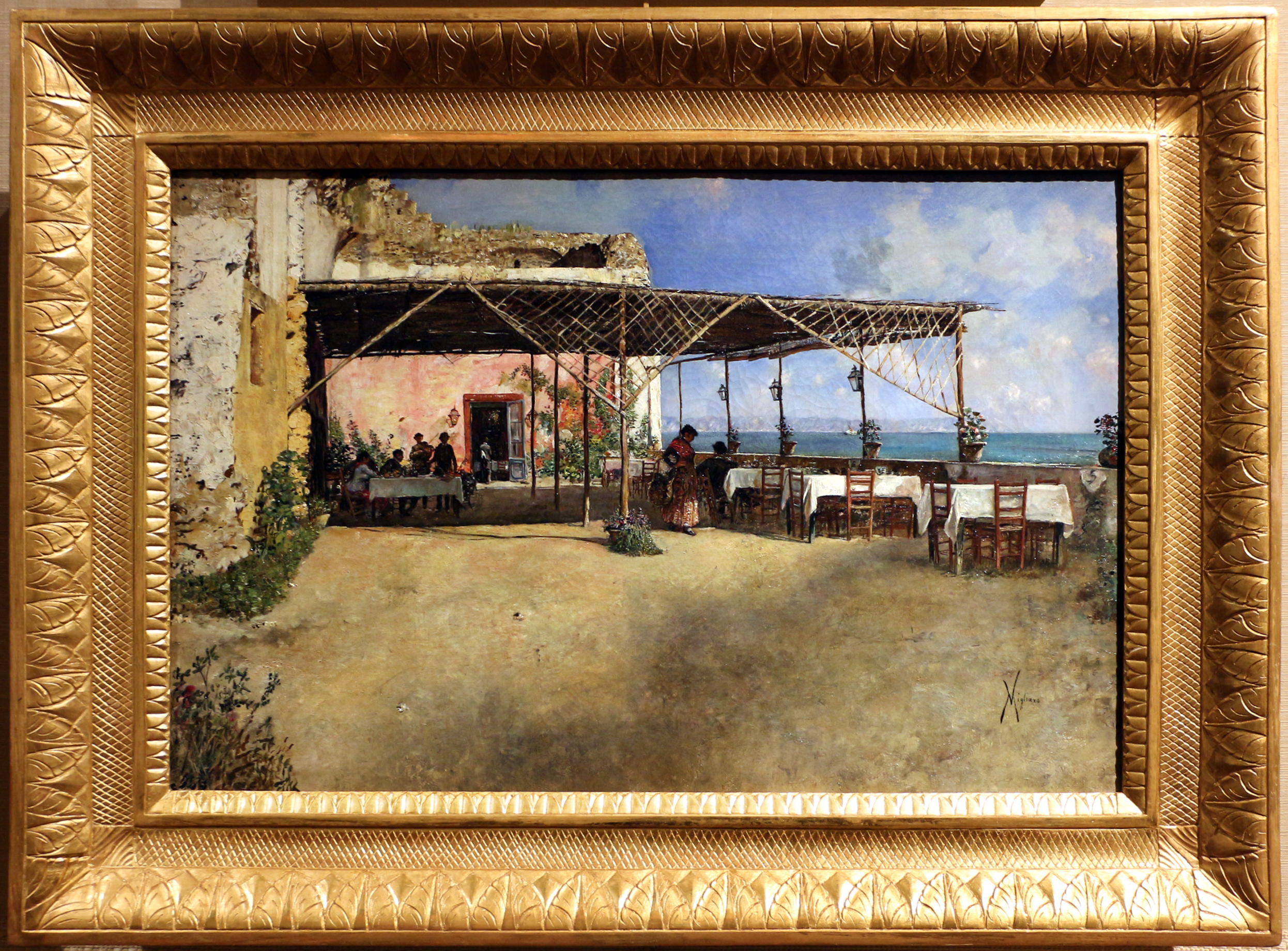
Taverne du Pausilippe (1886), palais Zevallos Stigliano de Naples.

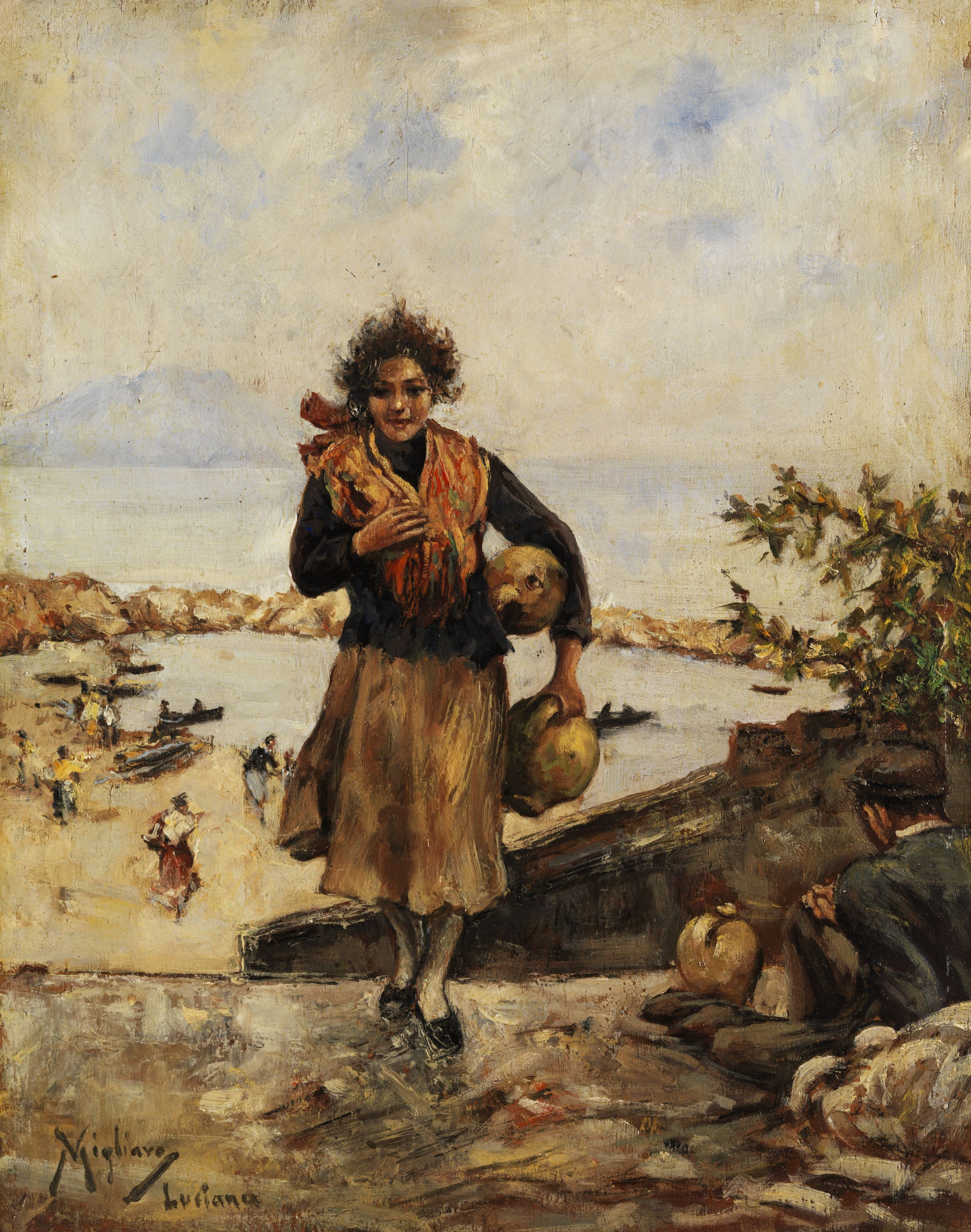
La Luciana, collection particulière.

Après avoir appris l'art de la gravure à la Società Centrale Operaia Napoletana et avoir fréquenté l'atelier de Stanislao Lista, il s'inscrit en 1875 aux cours de l'accademia di belle arti di Napoli, où il devient élève entre autres de Domenico Morelli.
En 1877, il fait un court voyage à Paris afin de copier et d'étudier les grandes œuvres du Louvre. La source d'inspiration principale de Migliaro est le petit peuple napolitain, celui du quartier espagnol et dont il est l'un des premiers interprètes, et les vues des environs. Il participe aux expositions nationales (comme à Turin en 1880, 1884 et 1890) et internationales — dont Barcelone où il obtient une médaille d'argent en 1911.
Il fait partie des peintres, comme Vincenzo Irolli ou Vincenzo Caprile, qui furent appelés à décorer le café Gambrinus de Naples.
Il participe aux expositions internationales d'art, dont la Biennale de Venise entre 1901 et 1928, et, en 1927 il expose à la Galleria Pesaro de Milan, où est organisée une exposition de trois maîtres napolitains : lui-même, Vincenzo Caprile et Vincenzo Gemito.